# Naadam
El Naadam (mongol: Наадам, literalmente "juegos") es un tipo de festival tradicional de Mongolia. El festival también recibe el nombre local de "erin gurvan naadam" (эрийн гурван наадам), "los tres juegos de hombres", que consisten en lucha mongola, carreras de caballos y tiro con arco, y que se llevan a cabo por todo el país durante las vacaciones de verano. Las mujeres han empezado a participar en tiro con arco y carreras de caballos pero no en lucha mongola.
En 2010 el Naadam fue inscrito en la Lista Representativa del Patrimonio Cultural Inmaterial de la Humanidad de la Unesco.

## Descripción
El mayor festival Naadam del país tiene lugar en la capital mongola, Ulan Bator, durante la Fiesta Nacional  el 15 de julio y en el Estadio Nacional de Mongolia. El Naadam comienza con una elaborada ceremonia de inauguración que cuenta con bailarines, atletas, jinetes y músicos. Tras la ceremonia comienzan las pruebas.
El Naadam es el festival más seguido por los mongoles y se cree que ha existido durante siglos de una manera u otra. El Naadam tiene su origen en actividades como los desfiles militares y las competiciones deportivas de tiro con arco, carreras de caballos y lucha que se daban tras las celebraciones de las grandes ocasiones. Hoy en día sirve para conmemorar la revolución de 1921 que llevó a que Mongolia se declarase país libre e independiente.
Otra actividad popular durante el Naadam son los juegos en los que se usan shagais, astrágalos o tabas de oveja que funcionan como piezas del juego y como fichas tanto para adivinación como para competiciones amistosas. En los festivales Naadam más grandes los torneos pueden realizarse en un lugar separado y en los últimos tiempos ha llegado a considerarse una prueba más del festival.

## Los tres juegos

### Lucha mongola

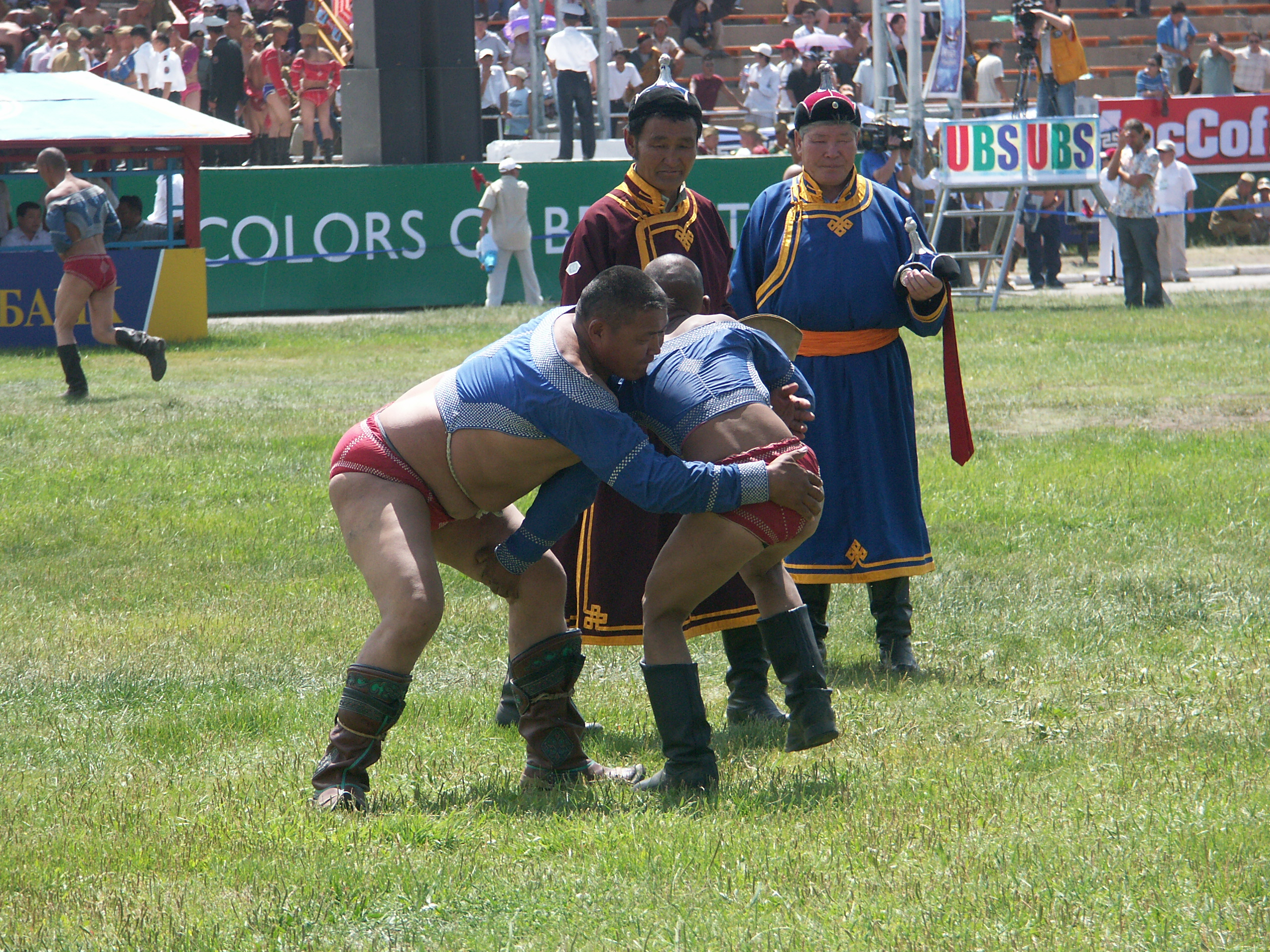
Lucha mongola en el festival Naadam de 2005.

Un total de 512 o 1024 luchadores se enfrentan en un torneo individual eliminatorio que dura nueve o diez rondas. La lucha tradicional mongola, denominada bökh, es una competición no cronometrada en la que los luchadores pierden si tocan el suelo con cualquier parte del cuerpo que no sean los pies o las manos. Al elegir oponentes el luchador con más fama tiene el privilegio de elegir a su propio contrincante. Los luchadores visten trajes de dos piezas que consisten en un apretado chaleco sobre los hombros (zodog) y pantalones cortos (shuudag). Solo se permite la participación de hombres.
Cada luchador cuenta con un "animador" llamado zasuul. El zasuul canta una canción de alabanza para el luchador ganador tras las rondas 3, 5 y 7. Los ganadores de las séptima y octava rondas (depende de si la competición cuenta con 512 o 1024 luchadores) consiguen el título de zaan, "elefante" y el ganador de la novena o décima ronda consigue el título de arslan, "león". En el enfrentamiento final todos los "zasuuls" se dejan caer al paso de cada luchador mientas estos caminan acercándose entre ellos. Aquellos que logran el título de arslan dos veces reciben el nombre de titán/gigante o avraga.

### Carreras de caballos

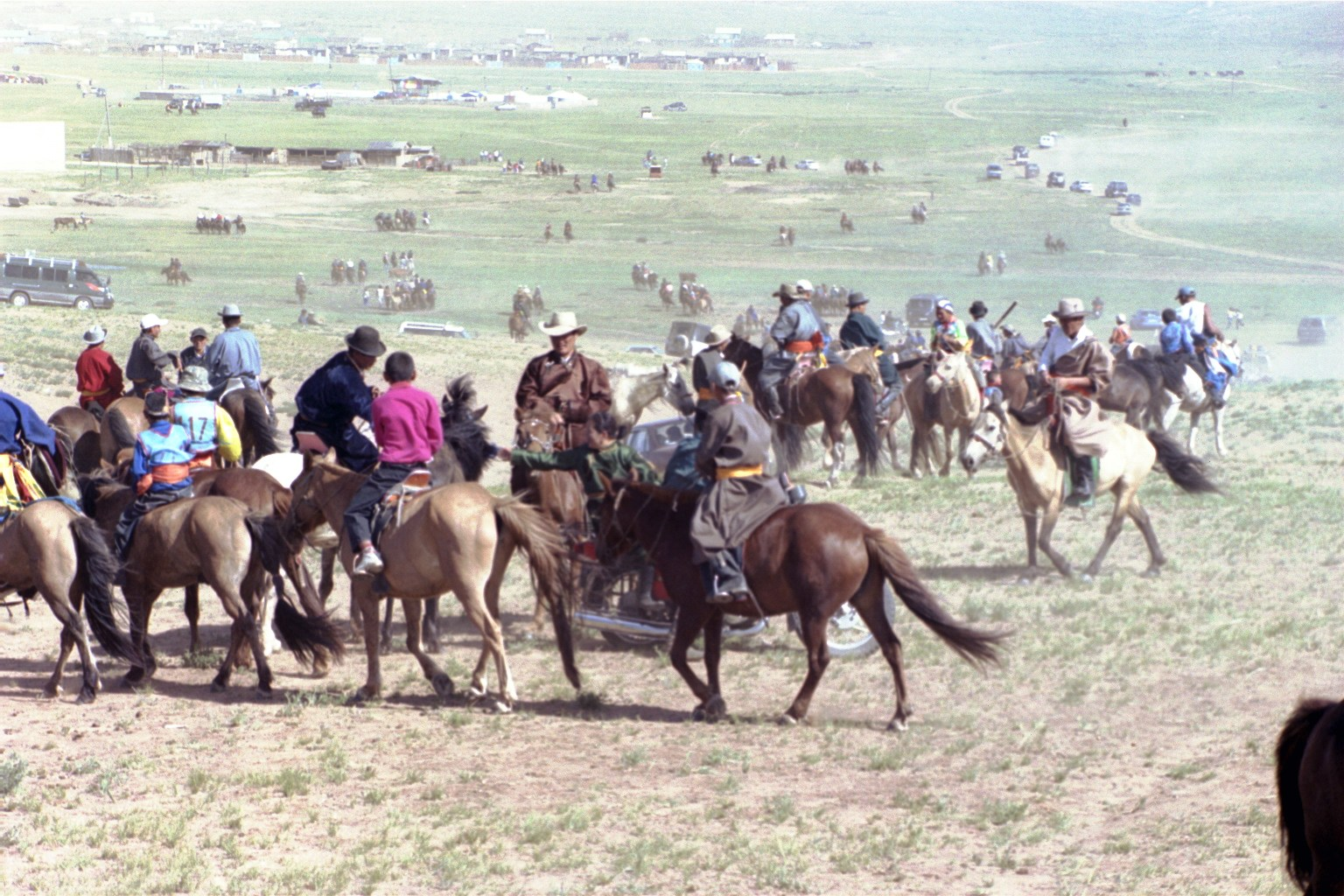
Jinetes en Mongolia durante el Naadam.

A diferencia de las carreras de caballos occidentales, que consisten en carreras cortas normalmente de no más de 2 km., las carreras de caballos mongolas que tienen lugar en el Naadam son un evento campo a través, con recorridos de entre 15 y 30 km de largo. La longitud de la carrera viene determinada por la división por edades. Por ejemplo, los caballos de dos años corren durante 10 millas y los caballos de siete años durante 17 millas. Hasta 1000 caballos de cualquier parte de Mongolia pueden ser elegidos para participar, caballos de carreras que se alimentan con una dieta especial.
Los jinetes son niños de 5 a 13 años que normalmente no pasan de los 10 y que entrenan durante los meses anteriores a las carreras. Aunque los jinetes son una parte importante de las pruebas el principal propósito de las carreras es probar las habilidades de los caballos.
Antes de que las carreras comiencen la audiencia canta canciones tradicionales y los jinetes cantan una canción llamada Gingo. Tanto los jinetes como los caballos ganadores reciben premios y los cinco primeros caballos de cada clase consiguen el título de airgyn tav, mientras que los tres primeros reciben medallas de oro, plata y bronce. El jinete ganador también es honrado con el título de tumny ekh o "líder de diez mil". El caballo que termina último en la carrera Daaga (caballos de dos años) recibe el nombre de bayan khodood ("estómago lleno") y se le canta una canción deseándole suerte para ser el ganador del próximo año.

### Tiro con arco

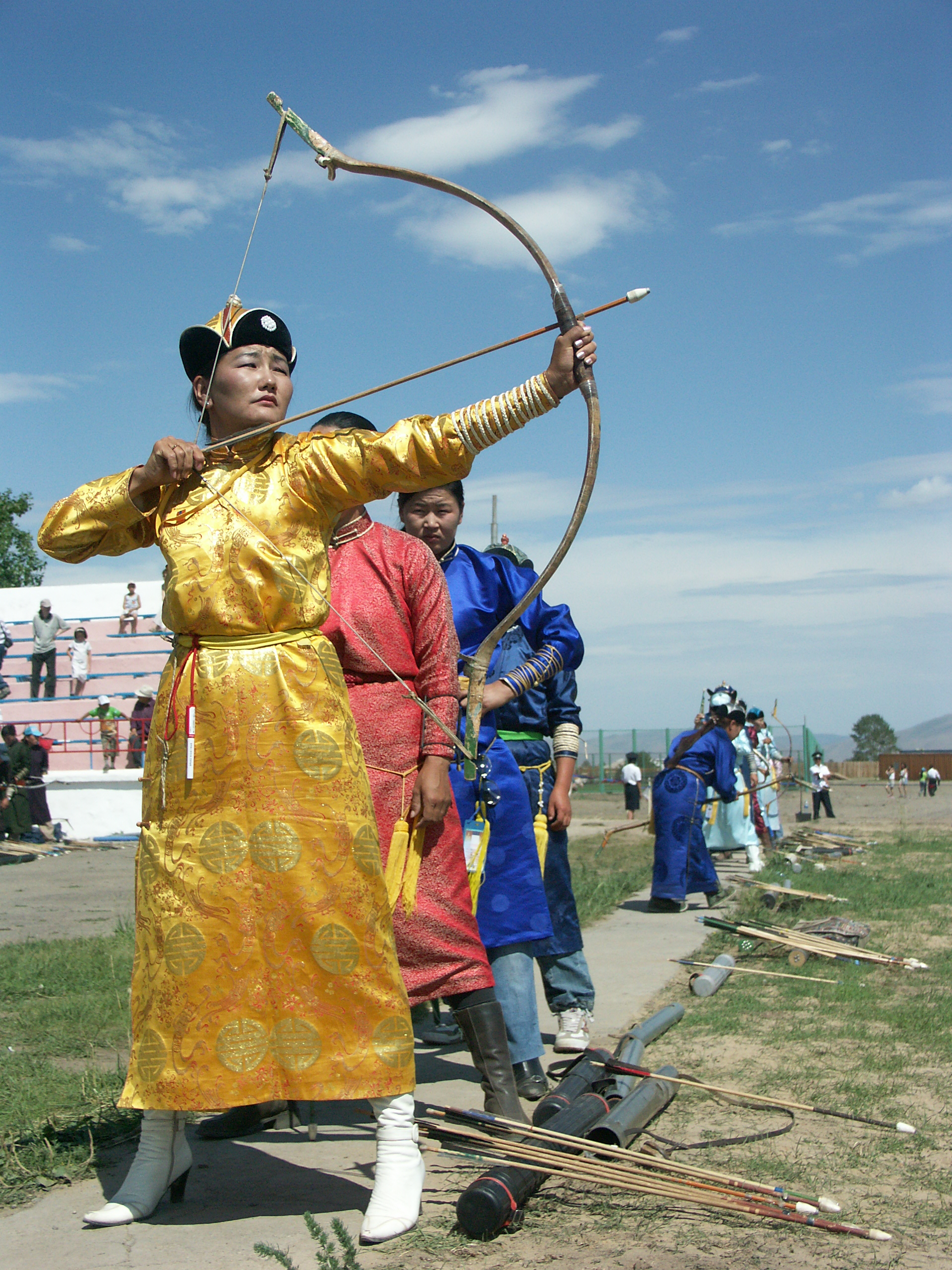
Tiro con arco femenino en el Naadam de 2005.

El tiro con arco mongol es único dado que no tiene un único blanco sino cientos de beadrs o surs en un enorme muro. En esta competición pueden participar hombres y mujeres. Participan equipos de 10 hombres o mujeres y a cada miembro se le dan cuatro flechas con las que cada equipo tiene que alcanzar 33 "surs". Los hombres disparan sus flechas a 75 metros mientras que las mujeres lo hacen a 65 metros. Cuando el arquero alcanza su objetivo el juez grita uuhai que significa "hurra". Los ganadores de cada prueba o mergen, aquellos que alcanzan más objetivos, reciben el título de "tirador nacional" y "tiradora nacional".